# Величко Юрій Теофанович
Юрій Теофанович Вели́чко (нар. 24 жовтня 1903, село Літиня, Королівство Галичини та Володимирії, Австро-Угорщина, нині Дрогобицький район Львівська область — пом. 17 серпня 1979, село Рудно) — український науковець, фахівець у галузі радіотехніки. Доктор технічічних наук (1950). Професор (1954).

## Життєпис
Народився 24 жовтня 1903 року в сім'ї греко-католицького священика Теофана Величка (1877-1908) в селі Літиня поблизу Дрогобича. Мати Юрія Люба працювала сільською вчителькою, походила із давнього лемківського роду і була дочкою священика Володимира Хиляка. У Юрія був молодший брат Сергій. Початкову школу Юрій закінчив у сусідньому селі Колодруби. Юрій Величко навчався у Самбірській, Стрийській та Львівській гімназіях. У 1918-1920 рр. перебував в лавах УГА та УНР.
Польська окупація (1921-1939). У червні 1921 року Величко здав випускні іспити і став випускником Першої української академічної гімназії у Львові, а згодом навчався у Львівській українській таємній політехніці. Одночасно відвідував у торговельній школі курси книговодів і працював на важких роботах для прожиття. Оскільки визнання фаховости свідоцтв таємної політехніки було погоджено із Данціґом та Прагою то Юрій Величко восени 1923 року вступив до навчання у Вищу технічну школу (Politechnika Gdańska) у Данціґу (нині Ґданськ). Оскільки навчання було платним, Юрій (як сирота) був вимушений працювати - спочатку робітником насуднобудівній верфі, а згодом – помічником бухгалтера у банку. Восени 1922 р. у Данціґу виникла українська студентська організація "Основа", а згодом, на початку 1924 р. корпорація - студентське товариство "Чорноморе". Юрій Величко був членом обох товариств: виконував обов'язки касира та фотографа корпорації. Влітку 1929 року Величко під керівництвом професора Кіпфміллера захистив дипломний проект на тему "Кабелі при високій напрузі та низькій температурі" та 16 липня 1929 року закінчив Вищу технічну школу у Данціґу з титулом інженера-електротехніка. Повернувшись додому спочатку працював монтером дрібної електростанції у Галичі, згодом слюсарем-монтажником у Львові (Польські заклади Сіменс"). У січні 1932 року Юрій Величко влаштувався головним бухгалтером-економістом у "Кооперативі інженерних робіт" (КІР) у Львові, організованій Атанасом Міляничем.
Перша більшовицька окупація (1939-1941). У жовтні 1939 р. під час Народних зборів Західної України Юрій Теофанович працював стенографістом виступів. Під час першої радянської окупації, з 1 січня 1940 р. до 30 червня  1941 р., Ю.Т. Величко працював у Львівському Державному Університеті (ЛДУ) ім. Івана Франка на кафедрі фізики, якою завідував професор Леопольд Інфельд.
Німецька окупація (1941-1944). Згодом, під час німецької окупації ЛДУ був ліквідований, і з 1 липня 1941 р. Юрій Теофанович працює начальником господарського відділу Львівської електростанції на Персенківці. Але як тільки були відкриті Технічні фахові курси в приміщеннях Львівської політехніки, Величко Ю.Т. 1 січня 1942 р. був прийнятий на посаду доцента, на якій працював до 20 липня 1944 р. Ю.Т. Величко читав лекції з теоретичної радіотехніки для студентів групи «слабких струмів». Юрій Теофанович читав лекції українською мовою, хоча обов’язковою була німецька. Але таку вимогу обминала також більшість польських професорів. В лекціях Юрія Теофановича особливе зацікавлення викликало застосування матричних методів в аналізі складних електричних мереж. Це було суттєве доповнення до загальної електротехніки у викладі професора С. Фризе, який базувався переважно на одноконтурних схемах. Для практичних занять вже тоді Юрій Теофанович забезпечував студентів фотографічно розмноженими таблицями алгоритмів матричних операцій, а також графіків деяких функцій.

## Праця у Львівському політехнічному інституті (1944-1979)
На працю у Львівському політехнічному інституті (ЛПІ) Ю.Т. Величко зголосився 30 липня 1944 р. Вже тоді для радіотехнічної кафедри були виділені в головному корпусі кімнати: від 104–ї до 108–ї, а під свій кабінет Юрій Теофанович зайняв малу 108–му кімнату з броньованими дверима. Завдяки наявності других дверей, Юрій Теофанович тут же організував фотолабораторію.
20 червня 1946 р. Ю.Т. Величка назначено тимчасово виконуючим обов’язки завідувача кафедри "Радіотехніки" (РТ). Водночас Юрію Теофановичу присвоєно звання в.о. доцента кафедри «Радіотехніка». Вже за рік, 23 травня 1947 р., в Києві Юрій Теофанович захистив кандидатську дисертацію на тему: «Супряження коливальних кіл в супергетеродинному приймачі». 
10 січня 1948 р., Юрій Теофанович отримав звання доцента, і будучи в.о. завідувача великої (на той час) кафедри, 16 лютого 1948 р. Юрій Теофанович добився перейменування назви кафедри з «Радіотехніка» на кафедру «Теоретичної радіотехніки» (ТР).
22 червня 1950 р., Ю.Т. Величко захистив в КПІ (Київський політехнічний інститут) докторську дисертацію на тему «Теорія прохідних чотириполюсників». Однак, ВАК СРСР зобов’язав його перекласти цю працю російською мовою. Повторний захист відбувся також в КПІ в червні 1952 р. і лише 4 липня 1953 р. ВАК СРСР присвоїв Ю. Т. Величку вчену ступінь доктора технічних наук. Таким чином Ю. Т. Величко став в Галичині першим українцем, вченим-радіоспеціалістом.
У 1951 р. Юрій Теофанович був затверджений завідувачем каф. «Теоретичної радіотехніки і радіовимірювань» (ТРР).
Наказом по інституту від 30 червня 1953 р. керівництво ЛПІ оголосило Величку Ю.Т. подяку «за добру постановку наукової роботи і успішну підготовку наукових кадрів», а у 1954 р. Міністерство зв’язку СРСР присвоїло Юрію Теофановичу звання «почесного радиста СРСР». Згодом, Постановою ВАК СРСР № 22 від 4 грудня 1954 р. йому присвоєно вчене звання професора. 
П’ятдесяті роки ХХ-го століття були періодом найвищої активності, найбільших досягнень і широкої популярності професора Ю.Т. Величка. Ще з 1947 р. до 1952 р. він був членом Обласної ради Львівського Радіоклубу. З 1953 р. по 1958 р. він був обраний деканом РТФ, а у 1955 р. – депутатом Львівської міської ради. Він додатково працює з 1957 до 1964 р. у Виконкомі львівської міської ради. З 7 вересня 1957 р. Юрій Теофанович стає членом Економічної ради при Львівському Раднаргоспі, а з 1958 р по 1962 р. він делегований членом Центрального комітету ДОСААФ в Москві від Львівської області. На факультеті Ю.Т. Величко з 1957 по 1977 рр., тобто 20 років, був єдиним професором, доктором наук в галузі радіотехніки.
Юрій Теофанович Величко є автором праць з теорії електричних мереж, лінійних електричних і радіотехнічних кіл. Розробив найповнішу донині теорію прохідного чотириполюсника, що базується на універсальній «плаваючій матриці» з широкими можливостями в практиці аналізу.
29 серпня 1960 р. АН СРСР  нагороджує Ю.Т. Величка ювілейним знаком з нагоди дня народження О.С. Попова. 13 жовтня 1961 р. він отримує медаль «За трудовое отличие», а 5 листопада 1962 р. - подяку керівництва ЛПІ «за високі виробничі проказники та активну участь у громадському житті інститтуту»  У 1963 р. Ю.Т. Величка обирають членом президії Львівської обласної ради Науково технічних товариств (НТО), а у 1964 р. його делегують членом Всесоюзної ради НТО в Москві.
В кінці шістдесятих років кафедра ТРР досягла певних наукових успіхів. На кафедрі успішно працювала науково-дослідна лабораторія НДЛ-51, яка виконувала замовлення ЛНДРТІ в галузі антенної техніки, Кафедра опублікувала два навчальні посібники. Працівники кафедри публікували статті в центральних (союзних) радіотехнічних журналах. Професор Ю.Т. Величко отримав низку запрошень за кордон прочитати фахові лекції. Вже у 1968 р. Юрій Теофанович виступав на симпозіумі з теорії електричних мереж в Празі (ЧСРР). Однак виїхати на конференцію в Будапешті у 1970 р. він не дістав дозволу. 
З 13 по 20 липня 1970р. Юрій Теофановиич прочитав цикл лекций на тему «Машинное проектирование радиоэлектронных схем» в Запоріжжі на запрошенная Констр. Бюро  Электроприборостроения. Відомо, що на запрошенная чеського вченого Йозефа Чайки Юрій Теофанович виступав з лекциями в м. Брно (ЧСРР). Аналогічно в жовтні 1972 р. він читав лекції на тему: Розрахунок багатополюсників за допомогою плавающих матриць, графів, та еквівалентних схем, в м. Ільменау (НДР) на запрошення проф.. Келлера. Відомо, що на запрошенная проф. Лєнкавскі Юрій Теофанович прочитав цикл лекций з теорії мереж в м. Ґданьск. Так само на запрошення Томського інституту автоматизованих систем управління і радіоелектроніки (м. Томськ) Юрій Теофанович прочитав цикл лекций в период з 30 березня по 30 квітня 1974 р.
Весною і літом 1979 р. Юрій Теофанович інтенсивно працював над другим томом свого підручника «Теоретичні основи радіотехнічних мереж», перебуваючи на своїй дачі в селищі Рудно коло Львова. Однак, доля не дала йому можливості завершити цю фундаментальну книгу. В липні 1979 р. він захворів і лікувався. В тиждень після виходу з лікарні Юрій Теофанович не справився з серцевим приступом, і 17 серпня 1979 р. його не стало. Похований на селищі Рудно на місцевому цвинтарі.

## Вшанування пам'яті Юрія Величка
У перші роки Незалежності України ім’я Юрія Теофановича немов відродилося. Новий завідувач каф. РТП, вчений і художник, професор З.Д. Грицьків намалював портрет Юрія Теофановича, і вдекорував ним найбільшу в ХІ корп. світлу і відновлену аудиторію, якій і присвоєно назву «Аудиторія ім. професора Юрія Теофановича Величка» (1996 р.). Вчена Рада РТФ домоглася встановлення стипендії ім. проф. Ю.Т Величка. 
16 листопада 1998 р. у фоє приміщення ХІ н.к. Львівськлої політехніки відбулося урочисте посвячення пам’ятної таблиці професора Ю.Т. Величка з нагоди його 95-ліття з дня народження.
За поданням ректорату та підтримки Вченої Ради Національного університету "Львівська політехніка" міська Рада Львова перейменувала вулицю 'Глухий кут' на вул. Юрія Величка.

## Науковий доробок
Юрій Величко — автор понад 200 наукових праць, в т. ч. монографій, словників та підручників:
1. Прохідні чотириполюсники. К., 1958; 
2. Російсько-український електрорадіотехнічний словник. К. 1961 (співавт.); 
3. Теоретичні основи радіотехнічних мереж. Л., 1966; 
4. Tension, current and power analysis in radioelectronic networks by matrices, graphs and equivalent circuits // Proceedings of the Fourth colloqium on microwave communication. Budapest, 1970, April 21–24. 1970. Vol. 2.